# Оротукан (приток Колымы)
Оротука́н (якут. Өртөөһүн) — река на крайнем северо-востоке России в Магаданской области.

## Этимология
Название происходит от якутского Өртөөһүн — «небольшой выжженный участок луга или леса».

## География
Протекает в Магаданской области по территории Ягоднинского района. Длина реки — 110 км. Площадь водосборного бассейна 2400 км². Впадает в реку Колыму справа на расстоянии 1796 км от устья.
Среднегодовой расход воды в районе посёлка Оротукан (63 км от устья) составляет 9,03 м³/с (данные наблюдений с 1940 по 1988 год).

## Данные водного реестра
По данным государственного водного реестра России и геоинформационной системы водохозяйственного районирования территории РФ, подготовленной Федеральным агентством водных ресурсов:
- Бассейновый округ — Анадыро-Колымский;
- Речной бассейн — Колыма;
- Речной подбассейн — Колыма до впадения Омолона;
- Водохозяйственный участок — Колыма от Колымской ГЭС до впадения реки Сеймчан[4].